# Confederação das Associações Independentes de Futebol
A Confederação das Associações Independentes de Futebol (em inglês: Confederation of Independent Football Associations, CONIFA) é uma federação de futebol fundada em 2013. Ela é composta por equipes que representam nações, dependências, estados não reconhecidos, minorias, povos sem estado, regiões e micronações não filiadas à FIFA. Atualmente, a  CONIFA organiza a Copa do Mundo CONIFA , a Copa Europeia CONIFA, a Copa América CONIFA e a Copa Africana CONIFA.

## História

### Fundação
A CONIFA foi fundada em 2013 para supervisionar a concorrência internacional entre as associações não afiliadas à FIFA em todo o mundo. É baseada em Luleå, Suécia.

### Torneios

#### Copa do Mundo de Futebol
Artigo principal: Copa do Mundo CONIFA
- Copa do Mundo CONIFA de 2014
- Copa do Mundo CONIFA de 2016
- Copa do Mundo CONIFA de 2018
- Copa do Mundo CONIFA de 2020 - Cancelada devido a Pandemia de COVID-19
- Copa do Mundo CONIFA de 2025[nota 1]

#### Copa Europeia de Futebol
Artigo principal: Copa Europeia CONIFA
- Copa Europeia CONIFA de 2015
- Copa Europeia CONIFA de 2017
- Copa Europeia CONIFA de 2019
- Copa Europeia CONIFA de 2021 - Cancelada devido a problemas de organização
- Copa Europeia CONIFA de 2023 - Cancelada devido aos terremotos da Turquia e Síria

#### Copa Africana de Futebol
Artigo principal: Copa Africana CONIFA
- Copa Africana CONIFA de 2022

#### Copa América de Futebol
Artigo Principal: Copa América CONIFA
- Copa América CONIFA de 2022

#### Torneios futuros
- Copa Asiática CONIFA de 2022
- Copa Oceânica CONIFA de 2022

#### Ligas nacionais sancionadas
- Liga de Balompié Mexicano

## Membros

### Tipos de membros
A CONIFA usa expressamente o termo "membros" em vez de "países" ou "estados". Uma associação de futebol pode ser elegível para se candidatar a membro da CONIFA se ela, ou a entidade (minorias étnicas e/ou linguísticas, grupo indígena, organização cultural, território) que representa, não for afiliada a FIFA e satisfizer um ou mais dos seguintes critérios:
- O futebol é membro de uma das seis confederações continentais da FIFA, que são: AFC, CAF, CONCACAF, CONMEBOL, OFC e UEFA.
- A entidade representada pelo futebol é um membro do Comitê Olímpico Internacional.
- A entidade representada pelo futebol é um membro de uma das federações afiliadas a Associação das Federações Internacionais de Desportos Reconhecidas do COI (ARISF).
- A entidade representada pelo futebol possui um código de país ISO 3166-1.
- A entidade representada pelo futebol é um território independente de facto. Um território é considerado independente de facto se satisfizer todos os seguintes critérios: (a) um território bem definido; (b) uma população permanente; (c) um governo autônomo, e (d) reconhecimento diplomático por pelo menos um dos estados-membros das Nações Unidas.
- A entidade representada pelo futebol está incluída na lista das Nações Unidas de territórios não autônomos.
- A entidade representada pelo futebol está incluída no diretório de países e territórios do Traveler's Century Club.
- A entidade representada pelo futebol é um membro da UNPO e/ou da FUEN.
- A entidade representada pelo futebol é uma minoria incluída no Diretório Mundial de Minorias e Povos Indígenas, mantida e publicada pelo Minority Rights Group International.
- A entidade representada pelo futebol é uma minoria linguística, cuja linguagem está incluída na Lista de códigos ISO 639-2.

### Lista de membros

#### Membros atuais
A partir de março de 2025:
| Equipe            |
| ----------------- |
| Abecásia          |
| Armênia Ocidental |
| Artsaque          |
| Chameria          |
| Chipre do Norte   |
| Cornualha         |
| Duas Sicílias     |
| Ellan Vannin      |
| Ilha de Elba      |
| Lapônia           |
| Ossétia do Sul    |
| Padânia           |
| País Sículo       |
| Récia             |
| Sardenha          |
| Ticino            |
| Transcarpátia     |

| Equipe              |
| ------------------- |
| Caxemira            |
| Curdistão           |
| Hmong               |
| Panjabe             |
| Tamil Eelam         |
| Tibete              |
| Turquestão Oriental |

| Equipe  |
| ------- |
| Biafra  |
| Cabília |
| Catanga |
| Iorubás |

| Equipe    |
| --------- |
| ANBM      |
| Cascádia  |
| Cuzcatlán |
| Quizqueia |

| Equipe                          |
| ------------------------------- |
| Aimarás                         |
| Comunidade Armênia na Argentina |
| Cunas                           |
| Maule Sur                       |
| Mapuches                        |
| São Paulo FAD                   |

| Equipe          |
| --------------- |
| Havaí           |
| Papua Ocidental |

#### Membros antigos
| Equipe                       |
| ---------------------------- |
| Alta Hungria                 |
| Ciganos                      |
| Crimeia                      |
| Condado de Nice              |
| Escânia                      |
| Francônia                    |
| Groenlândia                  |
| Hungria do Sul               |
| Lazistão                     |
| Mônaco                       |
| Occitânia                    |
| Paróquias de Jersey          |
| República Popular de Donetsk |
| República Popular de Lugansk |
| Sicília                      |
| Transnístria                 |
| Yorkshire                    |

| Equipe            |
| ----------------- |
| Arameus           |
| Coreanos no Japão |
| Ilhas Ryūkyū      |
| Karens            |
| Lezguianos        |
| Ruaingas          |

| Equipe                |
| --------------------- |
| Arquipélago de Chagos |
| Barawa                |
| Barotselândia         |
| Darfur                |
| Matabelelândia        |
| Saara Ocidental       |
| Somalilândia          |
| Sotos                 |
| Zanzibar              |

| Equipe |
| ------ |
| Quebec |

| Ilha de Páscoa |

| Kiribati |
| Mariya   |
| Tuvalu   |